# William Rowan Hamilton
Sir William Rowan Hamilton [víljem róvan hêmilton], irski matematik, fizik in astronom, * 4. avgust 1805, Dublin, Irska, † 2. september 1865, Dublin.

## Življenje in delo
Hamilton je bil predstojnik Observatorija v Dublinu. Po delih iz geometrijske optike so sledila dela iz matematične fizike in mehanike O splošni metodi v dinamiki (On General Method in Dynamics) (1835), kjer je pojasnil Hamiltonovo načelo, da lahko gibanje vsakega mehanskega sistema prikažemo s posebno enačbo, kjer se na levi strani pojavi variacija kinetične energije na desni pa virtualno delo zunanjih sil.
Njegove kanonske enačbe so zelo vplivale na razvoj kvantne mehanike. Zadnja leta svojega življenja je posvetil teoriji kvaternionov, hiperkompleksnih števil s štirimi komponentami.
Hamilton je pokazal svoj izredni talent že zelo zgodaj, tako da je Brinkley leta 1823 o njem izjavil: »Ta mladi mož, ne rečem da bo, ampak je prvi matematik svojega časa.«
Raziskoval je geometrijsko optiko, uporabo dinamičnih metod v optičnih sistemih, uporabo kvaternionov in vektorskih metod pri problemih v mehaniki in geometriji, razvijal teorije konjugiranih algebrskih parov funkcij, kjer so kompleksna števila konstruirana kot urejeni pari realnih števil, raziskoval rešljivost polinomskih enačb in splošnega polinoma četrte stopnje z radikali, analizo valovnih funkcij (in prijeme iz Fourierove analize), linearne operatorje na kvaternionih. Dokazal je rezultat za linearne operatorje na prostoru kvaternionov, kar je poseben primer danes znanega Cayley-Hamiltonovega izreka. Iznašel je ikozaedrski račun, ki ga je uporabil pri študiju zaprtih poti robov na dodekaedru, ki potekajo skozi vsako oglišče natanko enkrat.
Hamilton je bil četrti od devetih otrok matere Sarah (1780–1817) in očeta Archibalda Hamiltona (1778–1819). Starša sta živela v Dublinu na Dominick Street 38. Oče, ki je izhajal iz Dunboyna, je bil pravni zastopnik. S tremi leti so Hamiltona poslali k stricu Jamesu Hamiltonu, diplomirancu Kolidža Trinity, ki je bil ravnatelj šole v Talbots Castle. Stric je kmalu ugotovil, da je nečak nadarjen za učenje jezikov. Hamilton je pokazal nenaravno sposobnost učenja jezikov, čeprav nekateri zgodovinarji temu oporekajo in menijo, da je le bežno poznal jezike. S sedmimi leti je obvladal hebrejščino. Do trinajstega leta starosti je s pomočjo strica, ki je bil jezikoslovec, obvladal vsaj toliko jezikov kolikor je imel let. Od tega klasične in nekatere sodobne evropske jezike in tudi perzijščino, arabščino, hindustanščino, sanskrt in malajščino. Znanje jezikov je ohranil skozi vse življenje, čeprav se jih je nehal učiti in jih je uporabljal za razvedrilo. V prostem času je velikokrat bral besedila v perzijščini in arabščini.
Kasneje je hodil na neodvisno Westminster School v Londonu skupaj z Zerahom Colburnom. Od leta 1823 je študiral na Kolidžu Trinity v Dublinu. Še pred diplomo je leta 1827 postal profesor astronomije.

## Priznanja

### Poimenovanja
Po njem se imenuje udarni krater Hamilton na Luni.